# Креспеллано
Креспеллано (італ. Crespellano) — колишній муніципалітет в Італії, у регіоні Емілія-Романья,  метрополійне місто Болонья. З 1 січня 2014 року Креспеллано є частиною новоствореного муніципалітету Вальзамоджа.
Креспеллано розташоване на відстані близько 320 км на північ від Рима, 17 км на захід від Болоньї.
Населення — 9976 осіб (2012).
Щорічний фестиваль відбувається 7 грудня. Покровитель — San Savino.

## Демографія
Населення за роками:

Станом на 31 грудня 2010 року в муніципалітеті офіційно проживали 1064 іноземці з 48 країн, серед них 352 громадяни країн Євросоюзу та 44 громадяни України.

## Сусідні муніципалітети
- Анцола-делл'Емілія
- Баццано
- Кастельфранко-Емілія
- Монте-Сан-П'єтро
- Монтевельйо
- Цола-Предоза